# Phyllodroma
Phyllodroma es un género de coleópteros adéfagos de la familia Carabidae.

## Especies
Contiene las siguientes especies:
- Phyllodroma cylindricollis (Dejean, 1825)
- Phyllodroma hispidula (Bates, 1872)